# Blake Woodruff
Blake Michael Woodruff (ur. 19 czerwca 1995 we Flagstaff) – amerykański aktor telewizyjny i filmowy. 

## Życiorys
Urodził się we Flagstaff w Arizonie. Wychowywał się wraz z dwiema starszymi siostrami - Aylą i Rainą oraz młodszym bratem - Trevorem. 
W wieku sześciu lat zadebiutował w filmie. Za rolę Mike’a Bakera wraz z obsadą komedii familijnej Adama Shankmana Fałszywa dwunastka (Cheaper by the Dozen, 2003) został uhonorowany nagrodą Young Artist Award.

## Filmografia

### Filmy
- 2003: Ukryta tożsamość (Blind Horizon) jako płaczący chłopiec (niewymieniony w czołówce)
- 2003: Fałszywa dwunastka (Cheaper by the Dozen) jako Mike Baker
- 2004: Mr. Ed (TV) jako Danny Pope
- 2005: Powrót (Back to You and Me, TV) jako Jake Martin
- 2005: Fałszywa dwunastka II (Cheaper by the Dozen 2) jako Mike Baker
- 2007: Zabójczy szept (Whisper) jako David
- 2017: Topór 4: Victor Crowley (Victor Crowley) jako Zach

### Seriale TV
- 2004: Churchill (miniserial dokumentalny) jako Winston Churchill (jako dziecko)
- 2004-2005: Żar młodości (The Young and The Restless) jako Noah Newman